# AS Salé
El AS Salé es un equipo de fútbol de Marruecos que juega en la GNF 2, la segunda división de Marruecos

## Historia
Fue fundado en el año 1928 en la ciudad de Salé y nunca han sido campeones de la GNF 1 ni tampoco han ganado algún título importante a lo largo de su historia, siendo su momento más importante en haber participado en la Liga de Campeones Árabe del 2004/05, en la que fueron eliminados en la primera ronda.

## Palmarés
- GNF 2: 1

1983/84

## Participación en competiciones de la UAFA
- Liga de Campeones Árabe: 1 aparición

2004/05 - Primera Ronda